# Meg Wolitzer
Meg Wolitzer, född 28 maj 1959 i Brooklyn i New York, är en amerikansk romanförfattare. Flera av Wolizers romaner har översatts till svenska och flera har också filmatiserats.